# Demokracja (album)
Demokracja – album muzyczny zespołu Inri wydany w 2006 r. przez wytwórnię muzyczną Nikt Nic Nie Wie. Ścieżkę dźwiękową zamieszczono na jednej płycie kompaktowej. Obejmuje ona 13 utworów muzycznych. Muzyka zawarta w albumie zaliczana jest do nurtu muzycznego jakim jest punk rock.

## Historia i album
Album muzyczny „Demokracja” zespołu Inri wydany został w 2006 r., w Polsce. Ukazał się on nakładem wydawnictwa muzycznego „Nikt Nic Nie Wie” (NNNW), z Nowego Targu. W ramach katalogu tego wydawcy album ma przypisany identyfikator – 133. Jako nośnik danych dla ścieżki dźwiękowej zastosowano jedną płytę kompaktową. Zawiera ona 13 utworów muzycznych. Był to pierwszy album tego zespołu wydany przez wymienione wydawnictwo muzyczne. Do kontaktu między zespołem a jego przedstawicielami doszło przy okazji koncertu. Ten pierwszy kontakt zaowocował podjęciem dalszych rozmów, efektem których było wydanie tego albumu.
Poprzedni album zespołu był wydany w 2002 r. i nosił tytuł „Głos w sprawie zasadniczej”. Warto także zaznaczyć, że w międzyczasie ukazało się nieoficjalne wydawanie dwóch wcześniejszych albumów: „Sala jednego marzenia / Futur”, „Noce i dni” (reedycja).

## Twórczość i muzyka
Twórczość i muzyka prezentowana w albumie muzycznym „Demokracja” zaliczane są do gatunku muzycznego jakim jest rock, w szczególności w jego ramach do nurtu muzycznego punk rock. Jest to twórczość zgodna do dotychczasowymi dokonaniami zespołu, stanowiąca kontynuację działalności artystycznej, przy zachowaniu preferowanego przez kapelę stylu, pełnego melodyjnych kompozycji oraz prostych, zdecydowanych i niesztampowych tekstów, nawet z elementami hardcore punk. Pośród trzynastu utworów muzycznych zamieszczonych w albumie jedenaście to nagrania studyjne , a dwa utwory to nagrania na żywo z koncertu w Wermelskirchen (Niemcy). Na krążku zamieszczono także dobrze wykonany, ciekawy, aczkolwiek zaskakujący cover utworu zespołu Izrael. Inri wykonało tu własną aranżację ich piosenki „Live to love”.

## Utwory
| lp. | tytuł                              | live |
| --- | ---------------------------------- | ---- |
| 1   | Demokracja                         | Nie  |
| 2   | Nie wierzcie politykom i ideologom | Nie  |
| 3   | Wokół miasta                       | Nie  |
| 4   | Tańcz tata!                        | Nie  |
| 5   | Wariatka                           | Nie  |
| 6   | Simple Story                       | Nie  |
| 7   | Maszyna                            | Nie  |
| 8   | Nędza                              | Nie  |
| 9   | Siwy pies                          | Nie  |
| 10  | Popatrz tam!                       | Nie  |
| 11  | Live to love                       | Nie  |
| 12  | A jeśli                            | Tak  |
| 13  | Lipka                              | Tak  |

## Odbiór i opinie
Według samego wydawcy materiał zaprezentowany w albumie dokumentuje duże doświadczenie formacji jakie już wówczas posiadała dzięki kontynuacji dotychczasowej drogi kariery i pracę w stylistyce punk rockowej opartej na melodyjnych kompozycjach oraz zdecydowanych i niesztampowych tekstach, które to cechy niewątpliwie stanowią o atutach tego wydawnictwa. Taka jest właściwie cała twórczość zespołu Inri. Jest to do pewnego stopnia specyficzny dorobek, który wykreował grono przeciwników i równie liczne grono zwolenników. W kontekście tego konkretnego albumu, jeden z recenzentów wskazuje, że album jest lepszy od poprzedniego, większość utworów oddziałuje na słuchacza i zasługuje na pozytywną ocenę, całość to powrót do dobrego brzmienia zespołu, co sprawia, iż fani nie będą zawiedzeni, a przeciwnicy powinni zapoznać się z materiałem, może się on bowiem okazać się miłym zaskoczeniem.